# 賭城大亨II之至尊無敵
《賭城大亨II之至尊無敵》是一部1992年由王晶执导、刘德华主演的香港传记片，为《賭城大亨之新哥傳奇》的续集。

## 剧情
1970年，葡京酒店开幕，分别任公司董事长的賀新与任总经理的聶傲天两人，由于在经营理念的差别使得二人在公司内产生了越来越多的不和与矛盾，郭英南則在外另創公司成了大老闆。而从美国留学归来的儿子賀天寶，女儿賀天兒以及她的男友程震回来探望他，賀新認為程震才能遠勝兒子天寶，就让他进公司並加以重用，程震也不負眾望成為公司最具才幹的年輕人，郭英南之子也接手郭英南在葡京公司的股份成為大股東。某日董事會投票時郭英南之子表明聽父親吩咐全力支持賀新，不料程震卻支持聶傲天对付賀新，不仅如此聶傲天还纵容手下保镖大东不时刁难賀新。
期間賀新也認識了美女演員狄雲，與她發展出曖昧情愫。
一次賀天寶与程震飙车競速，天寶不幸出事车毁人亡，賀新认为儿子是被人蓄意谋害的，经过调查发现原来是程震幹的，于是决定派人除掉程震。而另一方面阿妹则发现程震是程樂兒的儿子，在她到夏威夷问过程樂兒之后才发现原来程震的父亲竟然是賀新，程樂兒也不知程震去找賀新報仇。归来后阿妹将这个消息告诉了賀新，賀新震驚之餘決定放过受伤的程震，不知情的程震離開時仍口口聲聲說以後還要幫父親傅家駿報仇。正當賀新因手足相殘子女亂倫而難過時，郭英南告诉賀新一个秘密：賀天兒是他当年在医院花錢買來的女嬰（亲生的實際已在阿妹被傅家俊打傷後流產），所以賀新不用担心子女亂倫。
程震事件解決後賀新與郭英男回頭對付聶傲天人馬，解決了大东等人後與聶傲天共處一室細說恩怨。最终賀新與郭英南兩人關起房門圍毆聶傲天，事後聶傲天火速退出公司離開澳門、不知所終。
阿妹原本想要对賀新很有好感的狄雲成为賀新的姨太太，以解决长期以来由于她的残疾所导致两人缺乏性生活的问题，不过狄雲认为跟賀新在一起压力太大而婉拒，選擇跟同事四哥交往。
最後賀新與阿妹一起聊天細數還有沒有人能在澳門威脅自己時，賀新肯定斷言已經沒有了。

## 角色
| 角色名稱                 | 演員   | 粵語配音 | 簡介                                                            |
| ------------------------ | ------ | -------- | --------------------------------------------------------------- |
| 賀新（Benny）            | 劉德華 | 劉德華   | 程震父親 澳门娱乐公司董事长 阿妹老公 原型：何鴻燊               |
| 阿妹（賀太）             | 邱淑貞 | 邱淑貞   | 賀新妻子 原型：黎婉華                                           |
| 郭英南（花柳仔、瀨尿南） | 萬梓良 | 萬梓良   | 賀新的好友，公司董事 原型：霍英東                               |
| 高明 (阿高)              | 許紹雄 | 許紹雄   | 賀新的亲密助手 原型：蘇樹輝                                     |
| 聶傲天（鬼王聶）         | 劉兆銘 | 劉兆銘   | 澳门娱乐公司总经理 原型：葉漢                                   |
| 程震                     | 蔡一傑 | 陳永信   | 賀新与程樂兒私生子                                              |
| 賀天兒                   | 陳德容 | 沈小蘭   | 程震的女友，賀新的女儿（非亲生，郭英南给他领养的） 原型：何超賢 |
| 賀天寶                   | 蔡一智 | 羅君左   | 賀新与阿妹的儿子，被程震害死 原型：何猷光                       |
| 狄雲                     | 李嘉欣 | 黃玉娟   | 电视台演员，记者 原型：狄波拉                                   |
| 程樂兒（Vivian）         | 王祖賢 | 何錦華   | 程震母親 賀新前女友                                             |
| 阿霆                     | 蘇志威 | 黃志明   | 郭英南的儿子，喜欢朱琳琳 原型：霍震霆                           |
| 阿仙                     | 苑瓊丹 | 鄭麗麗   | 賀新家的佣人，阿高的情人                                        |
| 朱琳琳                   | 吳君如 | 龍寶鈿   | 阿霆之妻 原型：朱玲玲                                           |
| 阿虎                     | 朱鐵和 | 陳欣     | 賀新的助手，为了还债威逼賀新借錢而入狱                          |
| 四哥                     | 黎漢持 | 馮永和   | 狄雲的同事 原型：謝賢                                           |
| 陳大師                   | 陳國新 | 馮永和   | 南洋著名風水師                                                  |
| 牛B                      | 程東   | 馮永和   | 社團大佬，與寸標爭奪賀新地盤管理權                              |
| 寸標                     | 李兆基 | 陳偉權   | 社團大佬，與牛B爭奪賀新地盤管理權                               |
| 大東                     | 韓俊   | 陳欣     | 聶傲天手下                                                      |
| 刀手                     | 易天雄 |          | 大東的手下，行刺賀新的刀手                                      |
| 刀手                     | 李耀敬 |          | 大東的手下，行刺賀新的刀手                                      |
| 吳守信                   | 林家棟 |          | 電視台司儀 原型：何守信                                         |
| 大姐荃                   | 莫燕嫦 | 曾秀清   | 電視台司儀 原型：林建明、汪明荃                                 |
| 司儀                     | 黃偉林 | 馮永和   | 電視台司儀                                                      |
| 司儀                     | 陳燕航 | 鄭麗麗   | 電視台司儀                                                      |
| 司儀                     | 劉煒全 |          | 電視台司儀                                                      |
| 司儀                     | 金秋   |          | 電視台司儀                                                      |
| 司儀                     | 祝文君 | 黃玉娟   | 名人慈善籃球賽司儀                                              |
| 荷官                     | 劉超凡 | 陸頌愚   | 賭場荷官                                                        |
| 荷官                     | 梁財   | 陳偉權   | 賭場荷官                                                        |
| 秘書                     | 陳蕊   | 沈小蘭   | 賀新秘書                                                        |

## 歌曲
| 曲別   | 歌名       | 作曲   | 作詞 | 演唱   |
| ------ | ---------- | ------ | ---- | ------ |
| 主題曲 | 《不了情》 | 王福龄 | 陶秦 | 葉蒨文 |

## 外部連結
- 開眼電影網上《賭城大亨II之至尊無敵》的資料（繁體中文）
- 香港影庫上《賭城大亨II之至尊無敵》的資料（繁體中文）
- 豆瓣电影上《賭城大亨II之至尊無敵》的資料 （简体中文）
- 时光网上《賭城大亨II之至尊無敵》的資料（简体中文）
- AllMovie上《賭城大亨II之至尊無敵》的资料（英文）
- 爛番茄上《賭城大亨II之至尊無敵》的資料（英文）
- 互联网电影数据库（IMDb）上《賭城大亨II之至尊無敵》的资料（英文）